# Чумаев, Григорий Иванович
Григорий Иванович Чумаев (1917—1945) — старший сержант Рабоче-крестьянской Красной Армии, участник Великой Отечественной войны, Герой Советского Союза (1945).

## Биография
Григорий Чумаев родился в 1917 году в селе Кирсаново (ныне — Байтерекский район Западно-Казахстанской области Казахстана). После окончания начальной школы работал трактористом. В декабре 1942 года Чумаев был призван на службу в Рабоче-крестьянскую Красную Армию и направлен на фронт Великой Отечественной войны.
К февралю 1945 года старший сержант Григорий Чумаев командовал отделением разведвзвода 979-го стрелкового полка 253-й стрелковой дивизии 3-й гвардейской армии 1-го Украинского фронта. Отличился во время освобождения Польши. 4 февраля 1945 года отделение Чумаева одним из первых переправился через Одер в районе Бреслау и принял активное участие в боях за захват и удержание плацдарма на его западном берегу. В тех боях Чумаев получил ранение, но продолжал сражаться, лично уничтожил вражеский пулемёт, но и сам погиб. Похоронен во Вроцлаве.
Указом Президиума Верховного Совета СССР от 10 апреля 1945 года старший сержант Григорий Чумаев посмертно был удостоен высокого звания Героя Советского Союза. Также был награждён орденом Ленина и рядом медалей.
В честь Чумаева названа улица в селе Макарово Зеленовского района.